# Haşhaşlı çörek

## también
- çöreği

## externos
- Google.tr

- Datos: Q17255569
- Multimedia: Poppy-seed çörek / Q17255569